# Lesley Ashburner
Lesley Ashburner (født 21. oktober 1883 i Philadelphia, død 12. november 1950) var en amerikansk atlet som deltog i OL 1904 i St. Louis.
Ashburner vandt en bronzemedalje i atletik under OL 1904 i St. Louis. Han kom på en tredjeplads i 110 m hæk efter landsmændene Fred Schule og Thaddeus Shideler.